# یونگدو-دونگ
یونگدو-دونگ (به لاتین: Yongdu-dong) یک منطقهٔ مسکونی در کره جنوبی است که در Dongdaemun District واقع شده‌است. یونگدو-دونگ ۱٫۰۹ کیلومتر مربع مساحت و ۲۵٬۲۸۱ نفر جمعیت دارد.